# Lindener Aktien-Brauerei

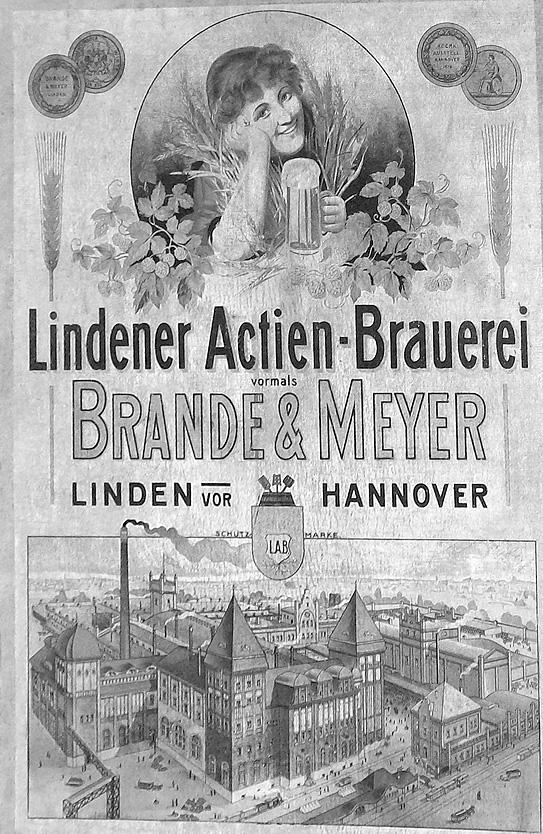
Werbeplakat Lindener Actien-Brauerei, vorm. Brande & Meyer mit einer Vogelschau über die Gebäude um 1900

Die Lindener Aktien-Brauerei (LAB) war eine Brauerei im heute zu Hannover gehörenden Linden. Die Brauerei mit ihrem Standort an der Blumenauer Straße fusionierte 1968 mit der Braugilde Hannover zur späteren Gilde Brauerei. Hauptprodukt war das noch heute von der Gilde Brauerei produzierte Exportbier Lindener Spezial.

## Geschichte

### Ab 1852: Brande & Meyer
In der Frühzeit der Industrialisierung im Königreich Hannover gründete der Arzt August Brande gemeinsam mit seinem Schwager, dem Kaufmann  Eduard Meyer im Jahr 1852 in Linden vor Hannover eine so beworbene „großartige Brauerei von Bayerisch Bier“, in der zunächst untergäriges Lagerbier nach Bayerischer Art gebraut wurde.
Da die Produktion von untergärigem Bier bei etwa 8 Grad niedrigeren Temperaturen erfolgen musste als bei obergärigem Bier, musste Brande & Meyer zunächst die Kühlung sicherstellen. Da es noch keine Kühlanlage gab, ließ das Unternehmen drei bis heute erhaltene Felsenkeller am Lindener Berg anlegen, in die dann die im Winter von den gefrorenen Maschwiesen ausgesägten und herbeitransportierten Eisblöcke eingelagert wurden. Erst 1857 wurde eine erste Eismaschine aufgestellt – nach anderer Quelle 1867 auf der Pariser Weltausstellung eine Eis-Kühlmaschine gekauft. Doch erst mit der 1871 von Carl Linde erfundenen Kältemaschine konnte schließlich zu jeder Jahreszeit auch untergäriges Bier gebraut werden.
Unterdessen hatte 1859 die Personengesellschaft der beiden Brau-Unternehmer anlässlich der Gewerbeausstellung 1859 des Gewerbevereins für das Königreich Hannover eine Auszeichnung für ihre Produktion erhalten.
Brande & Meyer hatte öfter mit der hannoverschen Braugilde prozessiert, da diese ein Monopol für Abgaben auf in die Stadt eingeführte Biere hatte.
Mit der Annexion des Königreichs Hannover nach der Schlacht bei Langensalza durch Preußen im Jahr 1866 war auch die zwei Jahre später eingeführte Gewerbefreiheit verbunden, mit der die Privilegien der Zünfte und damit auch die der hannoverschen Gilde abgeschafft wurden. Nun konnte die LAB ihr Bier beispielsweise auch in die benachbarte Stadt Hannover liefern.

### Ab 1871: Lindener Actien-Brauerei

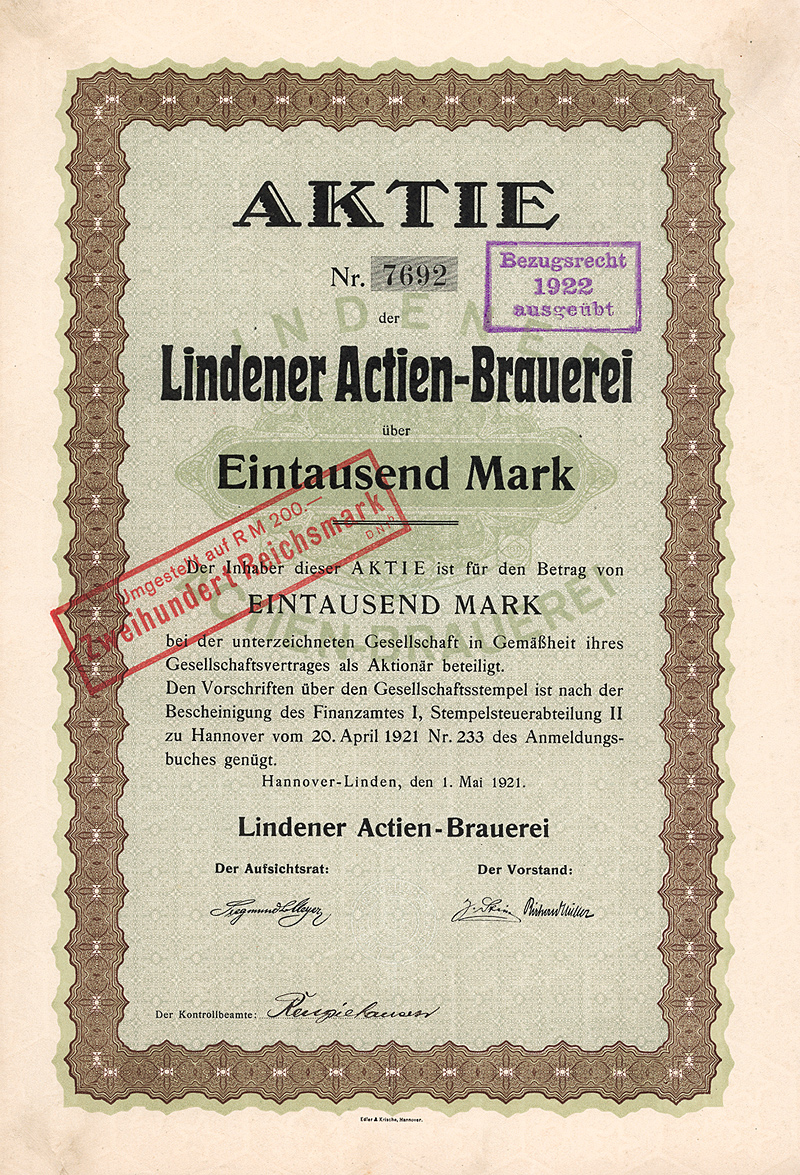
Aktie über 1000 Mark der Lindener Actien-Brauerei vom 1. Mai 1921

Von den seinerzeit fünf größeren Brauereien in Hannover und Linden hatte sich die Brauerei Brande & Meyer zur zweitgrößten entwickelt, als sie im Jahr der Gründung des Deutschen Kaiserreichs 1871 in eine Aktiengesellschaft unter der Bezeichnung Lindener Actien-Brauerei, vorm. Brande & Meyer umfirmiert wurde. Zuvor hatte Eduard Meyer seine Firmenanteile abgegeben, zugleich wurde die bisherige Firma liquidiert, doch behielt Meyer bis zu seinem Lebensende 1899 als Direktor der neuen Firma die Führung in der kontinuierlich weiter wachsenden Brauerei. Zunächst jedoch war Eduard Meyer gemeinsam mit dem „Oekonom Carl Meyer“ zum Vorstandsmitglied der am 24. Juni 1871 in das Handelsregister beim Amtsgericht Hannover „auf Folio 1484“ eingetragenen neuen Firma bestimmt worden.
Die Brauerei produzierte im Jahr 1891 mit 80 Mitarbeitern 130.000 Hektoliter. Über den Güterbahnhof Küchengarten bestand ein Gleisanschluss.
1909 übernahm das Lindener Unternehmer die Mehrheit der in Peine produzierenden Brauerei H. Langkopf & Malzfabrik GmbH, die anschließend in eine Mälzerei umgebaut wurde.
Mitten im Ersten Weltkrieg im Jahr 1917 bildete die Lindener Aktien Brauerei gemeinsam mit den ebenfalls in Hannover ansässigen Brauereien Vereinsbrauerei Herrenhausen und Städtische Lagerbier-Brauerei ein Konsortium, durch das den Anteilseignern der Germania-Brauerei ein – erfolgreiches – Übernahmeangebot unterbreitet wurde. Daraufhin wurden noch im selben Jahr zwei hannoversche Brauereien stillgelegt.

### 1926: Übernahme durch die Gilde-Brauerei

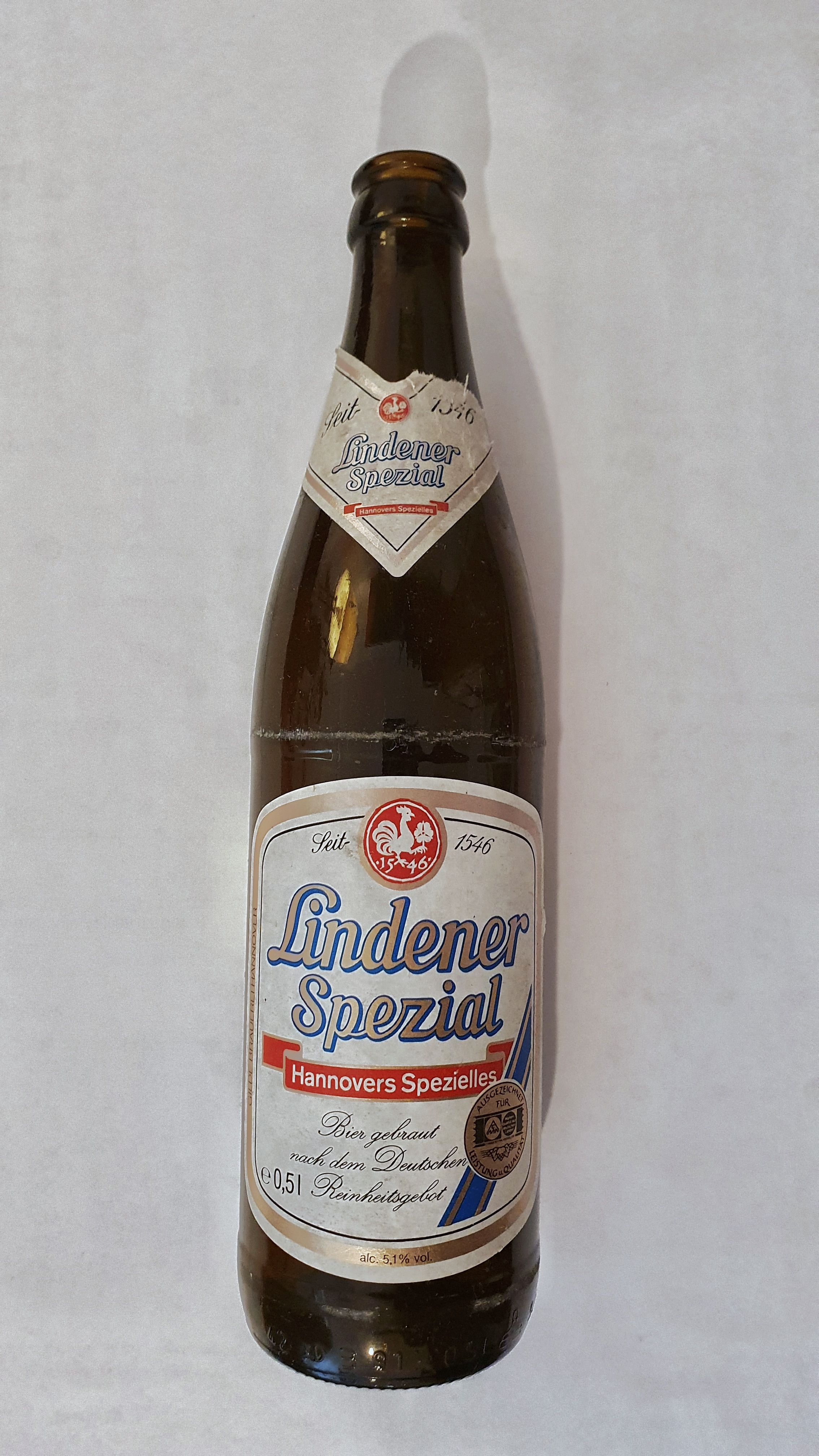
Altes Flaschenetikett von Lindener Spezial von 1998

1926 stockte die Brauergilde Hannover ihren Aktienanteil an der Lindener Aktien-Brauerei von 30 % auf eine Mehrheitsanteil von 76,85 % auf.
Im Zweiten Weltkrieg wurden während einer der Luftangriffe auf Hannover im Jahr 1943 der größte Teil der Betriebsgebäude der LAB zerstört.
In der Nachkriegszeit musste zunächst der Wiederaufbau der Brauerei-Einrichtungen in Linden bewerkstelligt werden. Doch bereits in den 1950er Jahren konnte der Vertrieb der verschiedenen Biere wie etwa das Lindener Spezial von zahlreichen Niederlagen aus erfolgen.
1968 brachte die Muttergesellschaft ihren eigenen Brauereibetrieb als Sacheinlage in die Lindener Aktienbrauerei ein; nach der Fusion firmierte diese dann als Lindener Gilde Bräu AG, die mit Abstand größte Brauerei in Niedersachsen. 1988 wurde der Name auf Gilde Brauerei AG geändert. Eine umfassende Modernisierung der Braustätte an der Blumenauer Straße war dann verbunden mit einer gleichzeitigen Reduzierung der Lindener Arbeitsplätze.

### 1997: Ende des Brauens in Linden

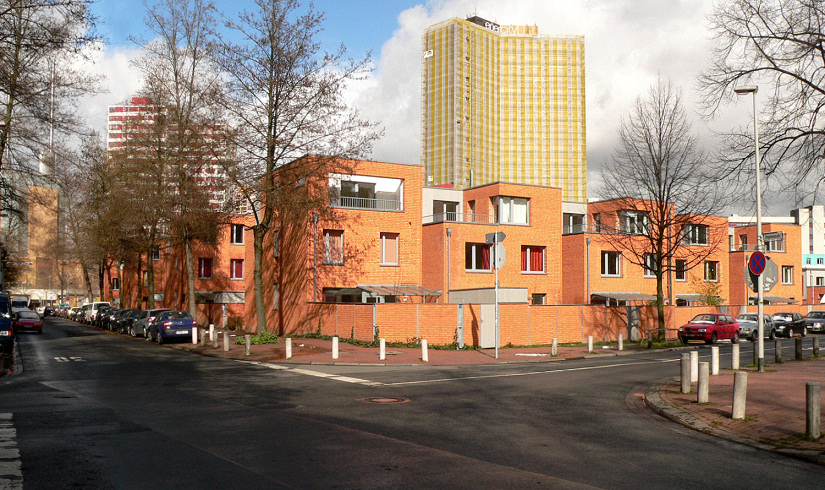
Gilde-Carré mit Reihenhausbebauung, dahinter Hochhaus des Ihme-Zentrums

In Folge von seinerzeit rückläufigem Bierkonsum und einer fortschreitenden Konzentration sowohl im Braugewerbe als auch im Handel wurde 1997 der Braubetrieb in Linden-Mitte eingestellt. Stattdessen verlagerte die Gilde Brauerei AG  die Produktion des Lindener Spezial auf ihr Stammhaus an der Hildesheimer Straße.
Nachdem Sudkessel und Reste der Brauerei verkauft waren, wurden im August 2000 die Gebäude auf dem Gelände der Lindener Aktien-Brauerei abgerissen. Seit 2004 stehen auf dem dreiecksförmigen ehemaligen Firmengelände, das als Gilde-Carré bezeichnet wird, Reihenhäuser.

### Ab 2002
Die im 16. Jahrhundert gegründete Gilde-Brauerei am Altenbekener Damm in Hannovers Südstadt wurde im Jahr 2002 ihrerseits von der belgischen Firma Interbrew – inzwischen umbenannt in AB-Inbev NV und nunmehr weltgrößter Brauereikonzern – aufgekauft. Inbev gab der Produktion und Bewerbung überregionaler Biermarken auch in Hannover den Vorrang und vernachlässigte in der Vermarktung die hannoverschen Traditionsmarken. Im Februar 2008 wurde der Verkauf von Lindener Spezial als Fassbier eingestellt. Zum 1. Januar 2016 wurde die Gilde-Brauerei an die TCB Beteiligungsgesellschaft verkauft.